# Трикутник (шахи)
«Трикутник» — один зі способів передачі черги ходу в ендшпілі або етюді з метою поставити суперника в положення цугцвангу. Один з найпростіших випадків полів відповідності. 

## Приклад
|   | a                                                                                      | b                                                                                      | c                                                                                      | d                                                                                      | e                                                                                      | f                                                                                      | g                                                                                      | h                                                                                      |   |
| 8 | c8 чорний король · a6 чорний пішак · c6 білий пішак · a5 білий пішак · d5 білий король | c8 чорний король · a6 чорний пішак · c6 білий пішак · a5 білий пішак · d5 білий король | c8 чорний король · a6 чорний пішак · c6 білий пішак · a5 білий пішак · d5 білий король | c8 чорний король · a6 чорний пішак · c6 білий пішак · a5 білий пішак · d5 білий король | c8 чорний король · a6 чорний пішак · c6 білий пішак · a5 білий пішак · d5 білий король | c8 чорний король · a6 чорний пішак · c6 білий пішак · a5 білий пішак · d5 білий король | c8 чорний король · a6 чорний пішак · c6 білий пішак · a5 білий пішак · d5 білий король | c8 чорний король · a6 чорний пішак · c6 білий пішак · a5 білий пішак · d5 білий король | 8 |
| 7 | c8 чорний король · a6 чорний пішак · c6 білий пішак · a5 білий пішак · d5 білий король | c8 чорний король · a6 чорний пішак · c6 білий пішак · a5 білий пішак · d5 білий король | c8 чорний король · a6 чорний пішак · c6 білий пішак · a5 білий пішак · d5 білий король | c8 чорний король · a6 чорний пішак · c6 білий пішак · a5 білий пішак · d5 білий король | c8 чорний король · a6 чорний пішак · c6 білий пішак · a5 білий пішак · d5 білий король | c8 чорний король · a6 чорний пішак · c6 білий пішак · a5 білий пішак · d5 білий король | c8 чорний король · a6 чорний пішак · c6 білий пішак · a5 білий пішак · d5 білий король | c8 чорний король · a6 чорний пішак · c6 білий пішак · a5 білий пішак · d5 білий король | 7 |
| 6 | c8 чорний король · a6 чорний пішак · c6 білий пішак · a5 білий пішак · d5 білий король | c8 чорний король · a6 чорний пішак · c6 білий пішак · a5 білий пішак · d5 білий король | c8 чорний король · a6 чорний пішак · c6 білий пішак · a5 білий пішак · d5 білий король | c8 чорний король · a6 чорний пішак · c6 білий пішак · a5 білий пішак · d5 білий король | c8 чорний король · a6 чорний пішак · c6 білий пішак · a5 білий пішак · d5 білий король | c8 чорний король · a6 чорний пішак · c6 білий пішак · a5 білий пішак · d5 білий король | c8 чорний король · a6 чорний пішак · c6 білий пішак · a5 білий пішак · d5 білий король | c8 чорний король · a6 чорний пішак · c6 білий пішак · a5 білий пішак · d5 білий король | 6 |
| 5 | c8 чорний король · a6 чорний пішак · c6 білий пішак · a5 білий пішак · d5 білий король | c8 чорний король · a6 чорний пішак · c6 білий пішак · a5 білий пішак · d5 білий король | c8 чорний король · a6 чорний пішак · c6 білий пішак · a5 білий пішак · d5 білий король | c8 чорний король · a6 чорний пішак · c6 білий пішак · a5 білий пішак · d5 білий король | c8 чорний король · a6 чорний пішак · c6 білий пішак · a5 білий пішак · d5 білий король | c8 чорний король · a6 чорний пішак · c6 білий пішак · a5 білий пішак · d5 білий король | c8 чорний король · a6 чорний пішак · c6 білий пішак · a5 білий пішак · d5 білий король | c8 чорний король · a6 чорний пішак · c6 білий пішак · a5 білий пішак · d5 білий король | 5 |
| 4 | c8 чорний король · a6 чорний пішак · c6 білий пішак · a5 білий пішак · d5 білий король | c8 чорний король · a6 чорний пішак · c6 білий пішак · a5 білий пішак · d5 білий король | c8 чорний король · a6 чорний пішак · c6 білий пішак · a5 білий пішак · d5 білий король | c8 чорний король · a6 чорний пішак · c6 білий пішак · a5 білий пішак · d5 білий король | c8 чорний король · a6 чорний пішак · c6 білий пішак · a5 білий пішак · d5 білий король | c8 чорний король · a6 чорний пішак · c6 білий пішак · a5 білий пішак · d5 білий король | c8 чорний король · a6 чорний пішак · c6 білий пішак · a5 білий пішак · d5 білий король | c8 чорний король · a6 чорний пішак · c6 білий пішак · a5 білий пішак · d5 білий король | 4 |
| 3 | c8 чорний король · a6 чорний пішак · c6 білий пішак · a5 білий пішак · d5 білий король | c8 чорний король · a6 чорний пішак · c6 білий пішак · a5 білий пішак · d5 білий король | c8 чорний король · a6 чорний пішак · c6 білий пішак · a5 білий пішак · d5 білий король | c8 чорний король · a6 чорний пішак · c6 білий пішак · a5 білий пішак · d5 білий король | c8 чорний король · a6 чорний пішак · c6 білий пішак · a5 білий пішак · d5 білий король | c8 чорний король · a6 чорний пішак · c6 білий пішак · a5 білий пішак · d5 білий король | c8 чорний король · a6 чорний пішак · c6 білий пішак · a5 білий пішак · d5 білий король | c8 чорний король · a6 чорний пішак · c6 білий пішак · a5 білий пішак · d5 білий король | 3 |
| 2 | c8 чорний король · a6 чорний пішак · c6 білий пішак · a5 білий пішак · d5 білий король | c8 чорний король · a6 чорний пішак · c6 білий пішак · a5 білий пішак · d5 білий король | c8 чорний король · a6 чорний пішак · c6 білий пішак · a5 білий пішак · d5 білий король | c8 чорний король · a6 чорний пішак · c6 білий пішак · a5 білий пішак · d5 білий король | c8 чорний король · a6 чорний пішак · c6 білий пішак · a5 білий пішак · d5 білий король | c8 чорний король · a6 чорний пішак · c6 білий пішак · a5 білий пішак · d5 білий король | c8 чорний король · a6 чорний пішак · c6 білий пішак · a5 білий пішак · d5 білий король | c8 чорний король · a6 чорний пішак · c6 білий пішак · a5 білий пішак · d5 білий король | 2 |
| 1 | c8 чорний король · a6 чорний пішак · c6 білий пішак · a5 білий пішак · d5 білий король | c8 чорний король · a6 чорний пішак · c6 білий пішак · a5 білий пішак · d5 білий король | c8 чорний король · a6 чорний пішак · c6 білий пішак · a5 білий пішак · d5 білий король | c8 чорний король · a6 чорний пішак · c6 білий пішак · a5 білий пішак · d5 білий король | c8 чорний король · a6 чорний пішак · c6 білий пішак · a5 білий пішак · d5 білий король | c8 чорний король · a6 чорний пішак · c6 білий пішак · a5 білий пішак · d5 білий король | c8 чорний король · a6 чорний пішак · c6 білий пішак · a5 білий пішак · d5 білий король | c8 чорний король · a6 чорний пішак · c6 білий пішак · a5 білий пішак · d5 білий король | 1 |
|   | a                                                                                      | b                                                                                      | c                                                                                      | d                                                                                      | e                                                                                      | f                                                                                      | g                                                                                      | h                                                                                      |   |

На діаграмі показано класичний приклад дії «трикутника». Якщо хід чорних, то вони програють, оскільки на 1... Крс7 виграє 2. Крс5, а на 1... Kpd8 2. Kpd6 Крс8 3. с7 і т. д. 
Зараз хід білих, але вони передають його чорним шляхом маневрування білого короля вичікувальними ходами по «трикутнику» c4-d4-d5:
1. Kpd4 [c4] Kpd8 
2. Крс4 [d4] Крс8 
3. Kpd5. 
Та сама позиція, але хід чорних.